# Балпицький сільський округ (Коксуський район)
Балпи́цький сільський округ (каз. Балпық ауылдық округі, рос. Балпыкский сельский округ) — адміністративна одиниця у складі Коксуського району Жетисуської області Казахстану. Адміністративний центр — село Балпик-бі.
Населення — 18692 особи (2021; 14520 у 2009, 14075 у 1999, 16692 у 1989).
Станом на 1989 рік існувала Кіровська селищна рада (смт Кіровський).

## Склад
До складу адміністрації входять такі населені пункти:
| Населений пункт | Населення, осіб (1989) | Населення, осіб (1999) | Населення, осіб (2009) | Населення, осіб (2021) |
| --------------- | ---------------------- | ---------------------- | ---------------------- | ---------------------- |
| Акшатоган, село | -                      | 864                    | 832                    | 838                    |
| Балпик-бі, село | 16692                  | 12145                  | 12654                  | 16781                  |
| Теректи, село   | -                      | 1066                   | 1034                   | 1073                   |